# Автошлях E532
E 532 — це європейська дорога класу B, що сполучає міста Меммінген, Німеччина — Тельфс, Австрія.

## Розв'язки трас та Е-дороги
- Німеччина (на спільних вивісках A7)
  - Меммінген:   E43,  E54
  - Фюссен (near Austrian border)
- Австрія (на спільних вивісках B 179 потім B 189)
  - Ройтте (біля німецького кордону)
  - Тельфс:   E60